# Souvigné-sur-Sarthe
Souvigné-sur-Sarthe é uma comuna francesa na região administrativa do País do Loire, no departamento de Sarthe. Estende-se por uma área de 17.06 km². Em 2010 a comuna tinha 636 habitantes (densidade: 37,3 hab./km²).